# 釜淵站 (山形縣)
釜淵站（日语：／ Kamabuchi eki */?）是位於山形縣最上郡真室川町大字釜淵，屬於東日本旅客鐵道（JR東日本）的奧羽本線車站。

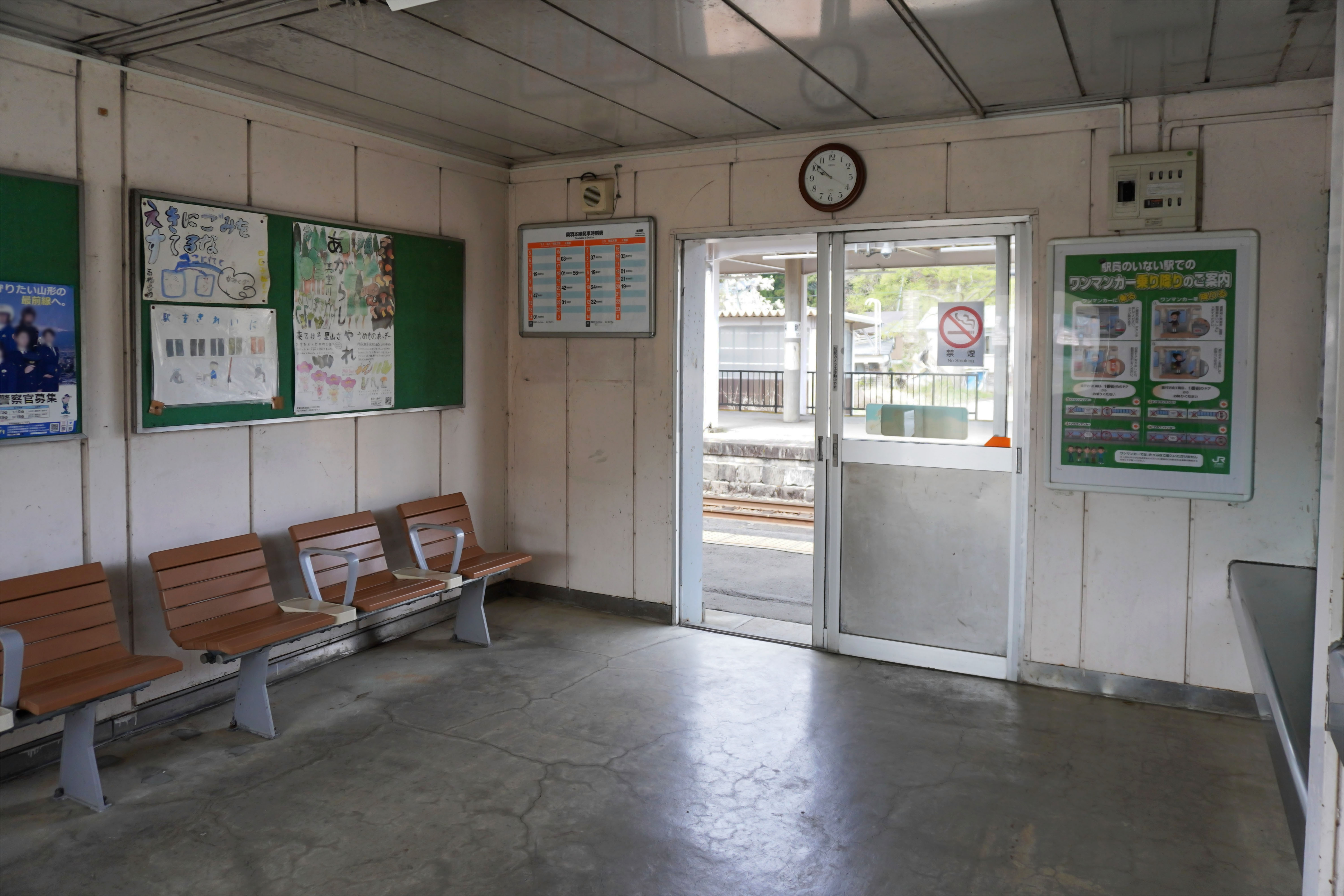
車站內部（2024年4月）

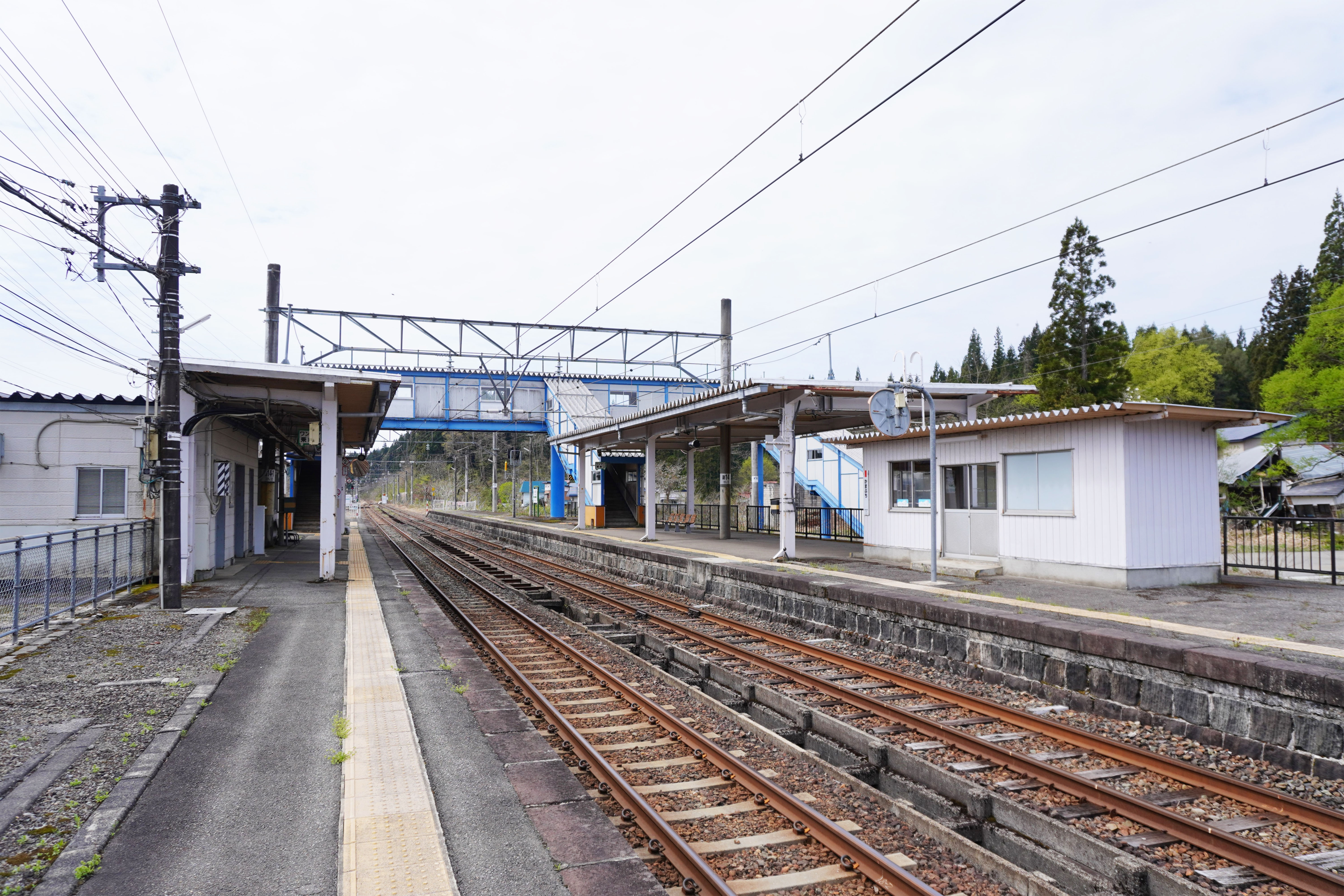
月台（2024年4月）

## 歷史
- 1904年（明治37年）10月21日：鐵道作業局（後來為國鐵）新庄站至院內站之間開業，此站啟用。
- 1909年（明治42年）10月12日 - 制定路線名稱，此站成為奧羽本線車站。
- 1935年（昭和10年）12月：車站大樓重建完成[1]。
- 1976年（昭和51年）8月1日：成為簡易委託車站。
- 1987年（昭和62年）4月1日：伴隨國鐵分割民營化，車站由東日本旅客鐵道（JR東日本）營運。
- 2004年（平成16年）4月1日：成為無人車站。

## 車站構造
本站是地面車站，設有2面2線的相對式月台。各月台之間設有跨線橋連接。此站是由新庄站管理的無人車站。

### 月台
| 月台 | 路線      | 上下行 | 方向           |
| ---- | --------- | ------ | -------------- |
| 1    | ■奧羽本線 | 上行   | 新庄方向       |
| 2    | ■奧羽本線 | 下行   | 湯澤、秋田方向 |

參考

## 使用狀況
在2004年度，1日平均乘車人次為100人。
| 乘車人次變化 | 乘車人次變化 |
| 年度         | 1日平均人次  |
| ------------ | ------------ |
| 2000         | 120          |
| 2001         | 110          |
| 2002         | 107          |
| 2003         | 106          |
| 2004         | 100          |

## 車站周邊
- 真室川町公所釜淵出張所
- 釜淵郵局
- 真室川（日语：真室川）
- 真室川町立真室川北部小學

## 巴士路線
最近此站的巴士站是位於站前的釜淵站前巴士站。設有以下路線停靠此站：
- 真室川町營巴士：前往真室川醫院，前往中之股

## 相鄰車站
東日本旅客鐵道（JR東日本）
■奧羽本線
真室川－釜淵－大瀧

## 注腳
1. ↑  昭和10年12月21日讀賣新聞山形讀賣
2. ↑  JR東日本:駅構内図 （页面存档备份，存于）（日語）
3. ↑  『山形県の鉄道輸送』平成26年度版 - 山形県 （页面存档备份，存于）（日語）

## 外部連結
- 車站資訊（釜淵）：東日本旅客鐵道（日語）